# Peccatori incontinenti
I peccatori incontinenti sono una categoria di personaggi della Divina Commedia.
Dante colloca gli incontinenti sia all'Inferno (cerchi 2-5, corrispondenti ai canti 5-8) sia in Purgatorio (terza, quinta e sesta cornice, canti 15-17, 19, 22-27). Per la loro disposizione si è ispirato all'Etica Nicomachea di Aristotele, al De officiis di Cicerone e al pensiero teologico di San Tommaso.
Le colpe, come spiega Dante stesso nel canto XI dell'Inferno, sono classificate secondo l'incontinenza, la malizia e la "matta bestialitade", che sono le principali tendenze malvagie del cuore umano.
I peccatori incontinenti secondo Dante erano coloro che diressero l'amore verso fini, persone e cose di per sé buoni, ma in maniera sconsiderata.  Tra i più celebri "incontinenti" vi sono Paolo e Francesca. 